# Тадморская тюрьма
Тадморская тюрьма — сирийская тюрьма, находящаяся в городе Тадмор.

## История
Первоначально Тадморская тюрьма предназначалась для содержания преступников-военнослужащих. Во время исламистского восстания в Сирии в 1979-1982 годах, после совершённого в июне 1980 года участниками организации «Братья-мусульмане» покушения на жизнь президента Сирии Хафеза аль-Асада, его брат — сирийский военный деятель Рифат Асад отдал приказ об убийстве всех находящихся в тюрьме заключённых, что позже стало известно как резня в военной тюрьме Тадмор.
27 июня в тюрьму на вертолётах прибыли солдаты, которые стали избивать узников палками и металлическими прутьями. Так в течение двух недель в тюрьме были убиты около 500 человек (также существуют другие данные — около 800 или примерно 2400 человек).
С 1980-х годов в тюрьму начали заключать под стражу не только военных, но и других преступников. В 1980-х годах в тюрьме содержались тысячи уголовных и политических заключённых. Тадморская тюрьма была известна своим жестоким режимом. Заключённые часто подвергались жестоким пыткам, которые нередко приводили к смерти. Для того чтобы добиться признания вины на допросах, охранники часто избивали заключённых металлическими трубами, кабелями, хлыстами, кнутами и деревянными досками. Иногда охранники накачивали мусульманских заключённых тяжелыми наркотиками, а иногда выводили их с полиэтиленовым пакетом на голове во двор, после чего забивали до смерти топорами. Существуют данные, что в этой тюрьме был специальный внутренний дворик, который использовался персоналом как место свалки трупов убитых узников. Чтобы противостоять жестокости и насилию, некоторые заключённые Тадморской тюрьмы решили объединиться и создать свою организацию, однако сотрудники тюрьмы пресекли эти попытки.
После многочисленных жалоб и обвинений тюремных служащих в жестоком обращении и применении пыток, в 2001 году Тадморская тюрьма была закрыта. Однако, с 2011 года она вновь была открыта. В тюрьме содержались разные заключённые, в том числе политические, особо опасные преступники, дезертиры, военнослужащие, замешанные в уголовных преступлениях. Столкновения между заключёнными часто заканчивались большим количеством жертв. В течение года в этой тюрьме умирали более двадцати человек, многие узники сходили с ума. Сирийский поэт Фарадж Беракдар, провёдший в Тадморской тюрьме пять лет, охарактеризовал её как «королевство смерти и безумия».